# Теке Теке

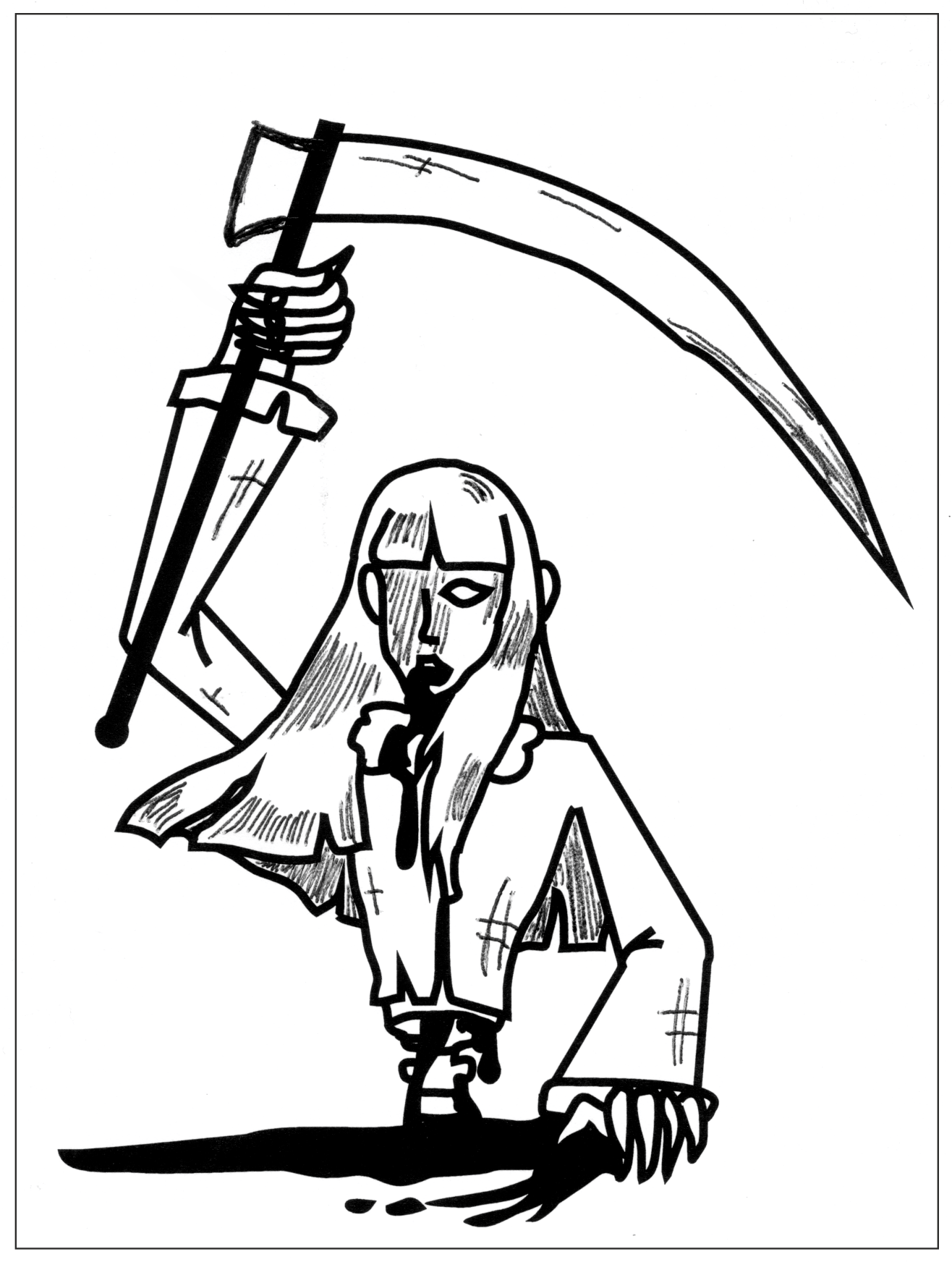
Художественное изображение Теке Теке

Теке Теке (テケテケ;てけ てけ?), также Теке-Теке, Текетеке или Теке теке — японская городская легенда о призраке школьницы, упавшей под поезд и разрезанной напополам. Она является онрё, или мстительным духом, который является по ночам в городах преимущественно в районах железнодорожных станций. Поскольку у неё нет нижней части тела, она передвигается на руках или локтях, подтягивая торс и издавая скребущий звук «теке-теке». Если она встречает жертву, она преследует её, пока не разрежет напополам, убив её так же, как она умерла сама.

## Обзор
Общим элементом легенд является то, что Теке Теке — мстительный дух или онрё молодой женщины или школьницы, упавшей на железнодорожную ветку, в результате чего её разрезал поезд. Не имея нижних конечностей, она ходит на руках или локтях, при движении издавая царапанье или звук, похожий на «теке-теке». Если человеку ночью встретится Теке Теке, та будет преследовать его и разрежет его тело пополам (часто косой), имитируя собственную смерть и обезображивание.
В одной из версий истории молодую женщину звали Касима Рэйко, которая упала на рельсы и умерла от того, что поезд оторвал ей ноги. По некоторым данным, история Касимы Рэйко послужали прообразом истории Теке Теке. Говорят, что безногий дух Касимы Рэйко часто посещает туалетные кабинки, спрашивая посетителей, знают ли они, где у неё ноги. Если спрашиваемый ответит так, как Касима сочтет неприемлемым, она оторвёт или отрежет ему ноги. Человек может выжить, ответив, что её ноги находятся на магистрали Мейсин, или ответив фразой «камен синин ма» или «маска демона смерти» (что может быть фонетическим происхождением имени Касима).  Легенда о Касима Рэйко была описана как «ориентированная на туалеты вариация Теке Теке», и в некоторых версиях легенды говорится, что, когда человек узнает историю Касимы, она является перед ним в течение одного месяца.

## Отражение в культуре
Теке Теке — достаточно популярный персонаж в японской массовой культуре. В 2009 году вышла 2 фильма про Теке Теке.  
Теке Теке появлялась в Ghostwire: Tokyo, Devil Summoner: Soul Hackers, Persona 2: Eternal Punishment, Shin Megami Tensei Trading Card: Card Summoner и Shin Megami Tensei: Liberation Dx2.